# Ili (rijeka)
Ili (kineski: Yīlí Hé, kazaški: Іле, ruski: Или) je velika rijeka na sjeverozapadu Kine i jugoistoku Kazahstana duga 1 001 km, ali ako se uzme da je njen izvor njena najduža pritoka Tekes, tad je dug 1 439 km.

## Zemljopisne karakteristike
Ili nastaje spojemse formira kad se spoje rijeke Tekes i Kunges na nadmorskoj visini od 750 m, koje izviru na obroncima Gorja Tanšan (dio tibetske visoravni) na sjeverozapadu kineske autonomne regije  Xinjiang.
U svom gornjem toku Ili teče prema zapadu, u uskom kanjonu, stisnut između visokih planina. Nešto prije kinesko - kazahstanske granice, kod grada Yining dolina rijjeke se širi u plodnu ravnicu. Nakon što uđe Kazahstan i nadalje teče prema zapadu, sve do grada Kapčagaj, kod kog zaokreće prema sjeverozapadu i nakon nekoliko stotina kilometara počinje formirati svoju deltu, s kojom utječe u Balhaško jezero na njegovom krajnjem jugozapadu. Od njegovih 1 001 km dužine, 815 km se nalazi u Kazahstanu.
Ili ima sliv velik oko 140 000 km²,  i prosječni istjek od 480 m3/s na svom ušću u Balhaško jezero.
Dolina rijeke je puno vlažnija od ostalog dijela tog polupustinjskog kraja Centralne Azije, pa je izuzetno gusto naseljena. Stanovništvo se bavi poljoprivredom, pretežno uzgojem pšenice.
Vode Ilija se od davnina rabe za intenzivno navodjavanje 1960-ih je podignuta brana s umjetnim jezerom za potrebe navodnjavanja i za pokretanje Hidroelektrane Kapčagaj. 
Sve do sredine 20. st.  delta rijeke počinjala je 340 km od ušća u Balhaško jezero, meliracionim radovima pomaknuta je 100 km bliže ušću. Ili se ledi od prosinca do ožujka.

## Vanjske poveznice
|  | Zajednički poslužitelj ima još gradiva o temi Ili (rijeka) |

- Ili River na portalu Encyclopædia Britannica (engl.)